# Lepanthes rupestris
Lepanthes rupestris är en orkidéart som beskrevs av Stimson. Lepanthes rupestris ingår i släktet Lepanthes och familjen orkidéer. Inga underarter finns listade i Catalogue of Life.